# Sex Power
Sex Power es el primer álbum en solitario del músico griego Vangelis, publicado en 1970 por Philips.
El disco fue compuesto como banda sonora del film homónimo de Henry Chapier.
El LP estaba originalmente dividido en dos largos temas sin título visible, uno por cara, no obstante dos segmentos del lado A fueron cortados en single como dos canciones, tituladas "Djemilla" y "Third Love" respectivamente.
Durante largos años la única edición existente del disco fue la original francesa (Philips 6397 013), aunque con el advenimiento del CD, en los años 90, comenzaron a aparecer ediciones bootleg.
El sello griego Music on Vinyl lanzó la primera reedición oficial de Sex Power en el año 2013, en edición de vinilo limitada a 1000 copias.

## Lista de temas
Lado A
1. "1ère partie" - 17:00

Lado B
1. "2ème partie" - 17:27